# کامننا ریکسا

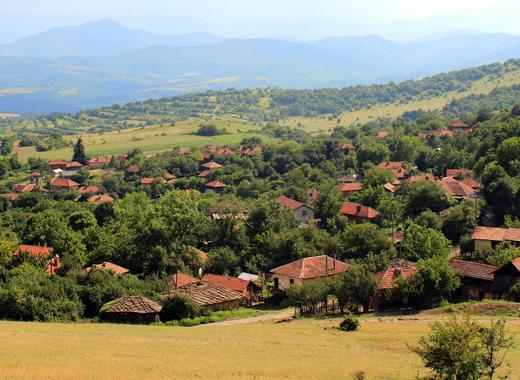
منطقه مسکونی در بلغارستان

کامننا ریکسا (به بلغاری: Kamenna Riksa) یک منطقهٔ مسکونی در بلغارستان است که در شهرستان گئورگی دامیانوو واقع شده‌است.